# Guido Weber
Guido A.Th. Weber is een Nederlands voormalig politicus van het Christen-Democratisch Appèl (CDA).
Hij was van 2002 tot 2010 wethouder in de Overijsselse gemeente Hengelo. Daarvoor zat hij in de gemeenteraad van Hengelo en was hij fractievoorzitter van de CDA-fractie. Zijn portefeuille als wethouder bestond uit ruimtelijke ordening, wijkbeheer, milieu en afvalverwijdering, en sport. Tevens was hij stadsdeelwethouder midden en landelijk gebied.
Na zijn vertrek als wethouder was hij in 2017 initiatiefnemer van een bewonerscoöperatie waarmee gezamenlijk zonnepanelen werden aangeschaft voor de Hengelose wijk Tuindorp 't Lansink. Bij de gemeenteraadsverkiezingen van 2022 was hij in Hengelo lijstduwer voor het CDA. Hij was ook voorzitter van de seniorenraad Hengelo.